# Нептунат(VI) кальция
Нептунат(VI) кальция — неорганическое соединение, 
комплексный оксид нептуния и кальция
с формулой CaNpO4,
кристаллы.

## Физические свойства
Нептунат(VI) кальция образует кристаллы 
тригональной сингонии,
пространственная группа R 3m,
параметры ячейки a = 0,6235 нм, α = 35,68°, Z = 1.